# Station Minami-Tanabe
 Station Minami-Tanabe (南田辺駅,  Minami-Tanabe-eki) is een spoorwegstation in de wijk Abeno-ku in de Japanse stad Osaka. Het wordt aangedaan door de Hanwa-lijn. Het station heeft twee sporen, gelegen aan twee zijperrons.

## Treindienst

### JR West
| 1 | ■ Hanwa-lijn | richting Ōtori, Hineno en Wakayama |
| 2 | ■ Hanwa-lijn | richting Tennōji en Ōsaka          |

## Geschiedenis
Het station werd in 1929 geopend. In 2004 en 2006 werd het station verbouwd. 

## Stationsomgeving
- Station Tanabe aan de Tanimachi-lijn
- FamilyMart
- Momogaike-park
- Minami-Tanabe winkelpassage